# Systeembekisting

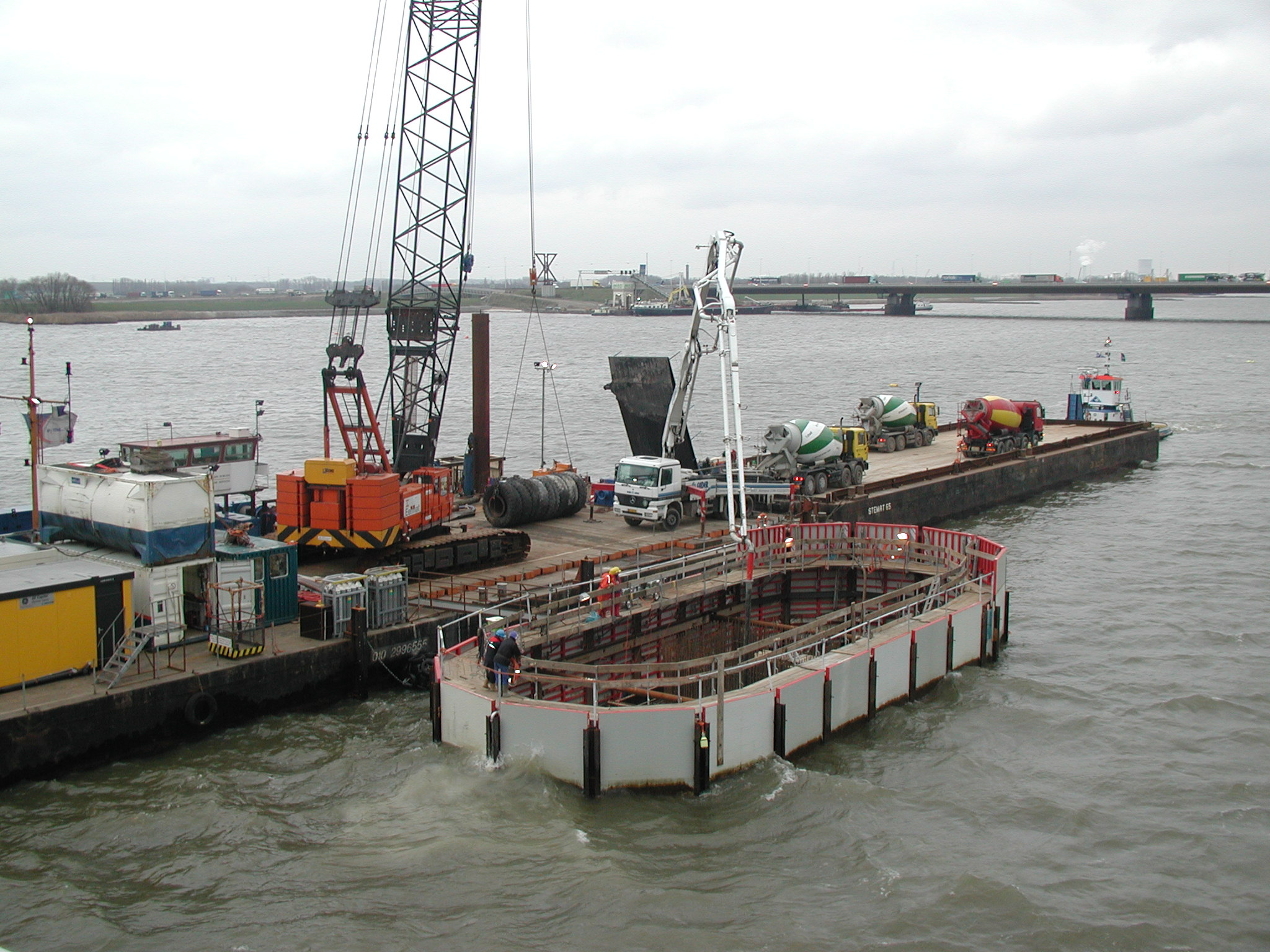
Systeembekisting gebruikt als waterkering tijdens de bouw van de spoorbrug over het Hollands Diep, Nederland.

Systeembekisting is bekisting die wordt opgebouwd uit geprefabriceerde herbruikbare elementen. Het frame en de panelen worden met behulp van bekistingssloten aan elkaar gekoppeld. Bekistingsplaten (panelen) worden gemaakt van verschillende materialen. Systeembekisting was een grote innovatie binnen de betonstortmarkt. Voorheen werd bekisting volledig met de hand opgebouwd en bestond uit houten steunbalken en bekistingsplaten.

## Opbouw systeembekisting
- frame opgebouwd uit verticale en horizontale dragers (standaard maatvoering)
- bekistingsplaten (kunnen bestaan uit hout, kunststof of metaal)
- bevestigingsmaterialen (sloten en klemmen)
- centerpennen (voor de bevestiging van twee elementen aan elkaar)
- ondersteuning en richtschoren (voor het uitlijnen van de bekisting)

Doordat systeembekisting wordt ingezet kan grote tijdwinst worden geboekt en aanzienlijk op de kosten worden bespaard tijdens het bouwproces. Systeembekisting kan vrijwel onbeperkt worden ingezet. Uiteraard is dit afhankelijk van de wijze waarop een systeemkist is opgebouwd. De frames van een systeembekisting kunnen bestaan uit metaal (staal, aluminium), hout of kunststof.

## Bekistingsplaten
Op de frames worden platen gemonteerd. De kwaliteit van deze platen bepaalt het uiteindelijke resultaat. Hoe gladder de platen, des te gladder de betonnen wand. Voor deze platen worden drie type materialen gebruikt:
- hout
- metaal
- kunststof

Aan ieder type materiaal voor de bekistingsplaten zitten voordelen en nadelen. Hout is beperkt inzetbaar en zal door het water in het beton uiteindelijk snel gaan uitzetten en krimpen. Houten bekistingsplaten dienen regelmatig te worden vervangen. Gemiddeld kunnen deze vier keer worden gebruikt. Metaal is stevig en star, maar door het grote gewicht, zijn bekistingselementen volledig opgebouwd uit staal moeilijker te verplaatsen. Metaal is tevens onderhevig aan roest, hetgeen zichtbaar wordt op het beton. Bekistingsplaten van kunststof zijn bestand tegen uitzetten, kunnen flexibel worden ingezet en onbeperkt worden gebruikt (dat laatste geldt tevens voor stalen platen). Voor het betonresultaat genieten kunststof bekistingsplaten altijd de voorkeur. Een keuze voor het type materiaal is afhankelijk van welk resultaat men wil bereiken. Metaal en kunststof zijn duurder in productie. Ondanks dat deze materialen een mooier betonresultaat garanderen en onbeperkt kunnen worden gebruikt worden veel bekistingssystemen opgebouwd met houten platen.
Systeembekisting wordt wereldwijd uitbesteed aan gespecialiseerde bedrijven. Zij leveren de systemen, die gehuurd of gekocht kunnen worden. De grootste bekistingsfabrikanten komen uit Duitsland en Zwitserland. Enkele voorbeelden van grote bouwprojecten waar systeembekisting is gebruikt zijn het Viaduct van Millau en de Burj Khalifa.